# Complexe sportif évolutif couvert
 (mai 2024).
Si vous disposez d'ouvrages ou d'articles de référence ou si vous connaissez des sites web de qualité traitant du thème abordé ici, merci de compléter l'article en donnant les références utiles à sa vérifiabilité et en les liant à la section « Notes et références ».
Un complexe sportif évolutif couvert (COSEC) désigne en France des gymnases polyvalents non assignés à un sport particulier. Ces installations sont fréquentes dans les petites communes et les villes de moins de 30 000 habitants. Elles sont conçues pour être utilisées par les clubs sportifs, les établissements scolaires et les associations locales.

## Histoire
Le concept de COSEC a émergé dans les années 1970 pour répondre à la demande croissante d'infrastructures sportives polyvalentes accessibles à diverses activités sportives. Le premier complexe de ce type a été inauguré en 1972 à Péronnas, dans l'Ain, à côté du collège Les Côtes.

## Caractéristiques et équipements
Les COSEC sont équipés pour accueillir une variété d'activités sportives telles que le handball, le basket-ball, la gymnastique, les arts martiaux, et parfois même des sports aquatiques comme à Saint-Pierre-du-Mont où le complexe intègre également une piscine. Ces installations sont souvent dotées de salles polyvalentes, de dojos et de gymnases, avec une attention particulière à l'éclairage naturel pour optimiser le confort des utilisateurs.

### Exemples de COSEC
- Saint-Pierre-du-Mont : Ce complexe a été restructuré et réhabilité pour inclure des dojos, une piscine, des gymnases et une salle multisports. La conception du bâtiment met en avant l'intégration de la lumière naturelle et une connexion visuelle avec l'extérieur[2].
- Bellerive-sur-Allier : Le COSEC de cette commune est principalement utilisé par les clubs sportifs et les établissements scolaires locaux. Il est ouvert toute l'année, sauf lors de fermetures exceptionnelles pour des jours fériés[3].

## Utilisation
Les complexes sportifs évolutifs couverts sont utilisés par les associations sportives locales aux horaires suivants : en semaine de 17h à 22h et les samedis de 9h à 21h. Ces équipements sont gratuits pour les clubs et les associations locales.

## Importance
Les COSEC jouent un rôle crucial dans la promotion de l'activité physique et du sport en milieu scolaire et associatif. Ils offrent des espaces adaptés à une grande diversité de pratiques sportives, permettant ainsi une utilisation intensive et variée de leurs installations.

## Critiques
Certaines critiques ont été émises à l'encontre des COSEC, notamment concernant leur coût de construction et d'entretien, jugé parfois trop élevé pour les petites communes. De plus, leur polyvalence, bien que généralement perçue comme un avantage, peut également être vue comme une limitation, car elle ne permet pas toujours d'optimiser les conditions pour la pratique de sports spécifiques.